# Mercado Municipal de Castro Verde
O Mercado Municipal de Castro Verde, igualmente conhecido como Centro de Promoção do Património e do Turismo, é um espaço público e comercial na vila de Castro Verde, na região do Baixo Alentejo, em Portugal.

## Descrição e história
O complexo está situado no centro da vila de Castro Verde, estando o Mercado Municipal situado na Rua de Mértola, enquanto que o Posto de Turismo tem acesso pela Rua D. Afonso I, nas imediações da Igreja das Chagas do Salvador.
O plano para o edifício foi elaborado em 1978 pelo arquitecto Jorge Viana, tendo as obras de construção decorrido entre 1980 e 1981. Em Abril de 2011, a autarquia de Castro Verde iniciou o concurso para a remodelação do edifício do Mercado Municipal, no valor aproximado de 255 mil Euros, comparticipado por fundos comunitários, tendo as obras sido entregues à empresa ICEBLOCK - Sociedade de Construções, S.A.. Esta intervenção tinha como finalidade melhorar as condições de funcionamento daquele espaço, e proceder à sua transformação no Centro de Promoção de Património e Turismo. Desta forma, continuaria a ser utilizado como mercado, mas também passaria a albergar uma sala polivalente para exposições e ensaios de música coral, um posto de turismo, uma loja de produtos artesanais e três oficinas para artesãos.
O Centro foi inaugurado em 17 de Outubro de 2012, como parte do programa da Feira de Castro, tendo a cerimónia incluído animação musical por parte dos alunos do programa Viola Campaniça da
Escola Secundária de Castro Verde, e a exposição da obra A Janela, da artista Paula Maurício, entre outras iniciativas. Na altura, o presidente da Câmara Municipal, Francisco Duarte, afirmou que o novo espaço era «importantíssimo no mosaico das infra-estruturas que temos para oferta a todos os que nos visitam. Porque assumindo-se como espaço de promoção turística, será a montra do nosso artesanato, dos nossos produtos tradicionais e da nossa especificidade local». Em 4 de Dezembro desse ano, foram oficialmente inaugurados os espaços comerciais no Centro de Promoção de Património e Turismo, que na altura eram ocupados por estabelecimentos de fabrico de artesanato em cerâmica e de produtos relacionados com a apicultura, e uma loja para a sua comercialização. A instalação destes estabelecimentos permitiu uma ampliação da oferta e a promoção dos produtos tradicionais do concelho, reforçando a ligação entre os produtores e consumidores.